# Фарман, Мелисса
Мели́сса Фа́рман (англ. Melissa Farman; 20 августа 1990, Нью-Йорк, Нью-Йорк, США) — американская актриса

, кинорежиссёр

 и сценаристка.

## Биография и карьера
Мелисса Фарман родилась 20 августа 1990 года в Нью-Йорке (штат Нью-Йорк, США), а выросла в Париже (Франция). Мать Мелиссы, Джеки Фарман, была крёстной дочерью Жаклин Кеннеди. У Фарман французские, британские и итальянские корни. У неё есть младший брат. В возрасте десяти лет, Фарман была принята в двуязычную актёрскую мастерскую для профессиональных актёров в Париже. Она также училась в Университете Южной Калифорнии, где специализировалась на английском и политологии.
В 2008 году Мелисса дебютировала в кино с ролью Эмили в короткометражном фильме «Любовь, ложь и Интернет». С тех пор Фарман сыграла около 20-ти ролей в кино на телевидении, наиболее известна по ролям молодой Даниэль Руссо в телесериале «Остаться в живых» (взрослую играла Мира Фурлан) и Бристоль Пейлин в фильме HBO «Игра изменилась».
В 2017 году Фарман дебютировала в качестве режиссёра и сценариста с короткометражным фильмом «Готова».

## Избранная фильмография
| Год  |    | Русское название                    | Оригинальное название             | Роль                     |
| ---- | -- | ----------------------------------- | --------------------------------- | ------------------------ |
| 2009 | с  | Детектив Раш                        | Cold Case                         | Тэмми Буонафорте / Браун |
| 2009 | с  | Остаться в живых                    | Lost                              | Даниэль Руссо            |
| 2009 | с  | Закон и порядок: Специальный корпус | Law & Order: Special Victims Unit | Шантель Шепард           |
| 2010 | тф | Тэмпл Грандин                       | Temple Grandin                    | Элис                     |
| 2011 | с  | Морская полиция: Спецотдел          | NCIS                              | Алексис Росс / Джинн     |
| 2012 | тф | Игра изменилась                     | Game Change                       | Бристоль Пейлин          |
| 2012 | с  | C.S.I.: Место преступления          | CSI: Crime Scene Investigation    | Эшли Бенсон              |
| 2012 | с  | Восприятие                          | Perception                        | Жанна д’Арк              |
| 2013 | с  | Элементарно                         | Elementary                        | Карли Парселл            |
| 2016 | с  | Морская полиция: Новый Орлеан       | NCIS: New Orleans                 | Джессика Леви            |
| 2017 | ки | Call of Duty: WWII                  | Call of Duty: WWII                |                          |
| 2018 | с  | Вне времени                         | Timeless                          | Айрин Кари               |